# دهستان بران
دهستان بران، یکی از دهستان‌های بخش بران شهرستان اصلاندوز در استان اردبیل ایران است. مرکز این دهستان، روستای بران سفلی است.

## جمعیت
بر پایه سرشماری عمومی نفوس و مسکن در سال ۱۳۹۵، جمعیت دهستان بران برابر با ۳٬۹۹۰ نفر بوده‌است.